# Грачаница (Гацко)
Грачаница је насељено мјесто у општини Гацко, Република Српска, БиХ. Према попису становништва из 1991. у насељу је живјело 328 становника.
Овде се налази Црква Светог Николе - Грачаница (Гацко).

## Становништво
Према попису становништва из 1991. године, мјесто је имало 328 становника.
| Демографија | Демографија | Демографија |
| Година      | Становника  | Становника  |
| ----------- | ----------- | ----------- |
| 1961.       | 348         |             |
| 1971.       | 342         |             |
| 1981.       | 313         |             |
| 1991.       | 329         |             |